# Parafia św. Stanisława w Postoliskach
Parafia św. Stanisława w Postoliskach – parafia rzymskokatolicka należąca do dekanatu tłuszczańskiego, diecezji warszawsko-praskiej, metropolii warszawskiej. W parafii posługują księża diecezjalni. 

## Zasięg parafii
Do parafii należą wierni z miejscowości: Białki (tylko Choszczowe), Brzezinów, Chrzęsne, Dębinki, Grabów, Jarzębia Łąka, Kury, Lipiny, Mokra Wieś, Postoliska, Przykory, Rudniki, Rysie, Stryjki, Wagan, Waganka, Wysychy. 